# Italo-Westelijke talen
De Italo-Westelijke talenfamilie is een talengroep binnen de Romaanse talen. Onder deze groep vallen 38 talen die onderverdeeld zijn in 2 groepen: de Italo-Dalmatische talen en de Westelijke talen.
- Onder het Italo-Dalmatisch vallen Italiaans, Napolitaans, Siciliaans, Venetiaans, Istriotisch en de dode taal Dalmatisch.

- Onder de Westelijke groep vallen 32 talen die weer onderverdeeld zijn in 2 groepen: de Gallo-Iberische groep en de Pyrenese-Mozarabische groep.
  - Onder de Gallo-Iberische groep vallen Spaans, Portugees, Ladino, Catalaans, Oïl-talen (waaronder Frans), en enkele andere talen in Frankrijk (waaronder Occitaans) en Italië (waaronder Lombardisch).
  - Twee talen in twee verschillende taalkundige takken behoren tot de Pyrenese-Mozarabische groep, namelijk Aragonees en Mozarabisch.